# 西畴琼楠
西畴琼楠（学名：Beilschmiedia sichourensis）为樟科琼楠属下的一个种。